# Ergoteles z Himery
Ergoteles z Himery (gr. Ἐργοτέλης) – starożytny grecki atleta, dwukrotny zwycięzca olimpijski w biegu długodystansowym (dolichos).
Syn Filanora. Naprawdę pochodził z Knossos na Krecie, jako młodzieniec został jednak wygnany z wyspy w wyniku wewnętrznych rozruchów i przybył do Himery na Sycylii. Otrzymawszy obywatelstwo, występował później jako reprezentant swojej nowej ojczyzny. Dwukrotnie, w 472 i 464 roku p.n.e., odniósł zwycięstwo w biegu długodystansowym na igrzyskach olimpijskich. Triumfował również na igrzyskach istmijskich i na igrzyskach pytyjskich.
Jego zwycięstwa opiewał Pindar w dwunastej Odzie olimpijskiej.